# 對馬達雄
對馬 達雄（対馬達雄、つしま たつお、1945年3月6日-  ）は、日本の教育学者、西洋史学者、秋田大学名誉教授。

## 来歴
青森県生まれ。1968年東北大学教育学部卒、1972年同大学院教育学研究科博士課程中退。1984年「3月以降プロイセン=ドイツにおける初等学校問題とディースターヴェーク構想」で教育学博士（東北大学）。秋田大学教育学部講師、助教授、教授、教育文化学部教授、学部長、理事・副学長。2010年定年退任、名誉教授。2023年、瑞宝中綬章受章。

## 評価
2016年7月23日秋田魁新報電子版のコラム「北斗星」が「沈黙の勇者」(ユダヤ人を救うために命を懸けた3000人を超えるドイツ市民。業績を自ら語らないことから「沈黙の」と呼ばれる)の歴史を記した對馬の『ヒトラーに抵抗した人々』を、「勇者の礼賛で終わることなく、行動とその結末を客観的に記している。非力な市民が強い意志をもって凶暴な権力に立ち向かったという事実に、感動させられる」と評価した。なお同紙の取材に對馬は「かつて郵政民営化を巡って敵味方を明確に区分した小泉政権の政治手法に、ナチスと通じるものを感じた」と執筆動機を述べている。

## 著書
- 『ディースターヴェーク研究 その初等学校改革構想とプロイセン議会』創文社 1984
- 『ナチズム・抵抗運動・戦後教育 「過去の克服」の原風景』昭和堂 2006
- 『ヒトラーに抵抗した人々 反ナチ市民の勇気とは何か』中公新書 2015
- 『ヒトラーの脱走兵　裏切りか抵抗か、ドイツ最後のタブー』中公新書 2020
- 『ナチスに抗った教育者　ライヒヴァインが願ったこと』岩波ブックレット 2024

### 編著
- 『ドイツ過去の克服と人間形成』編著 昭和堂 2011

### 翻訳
- ウルリヒ・アムルンク『反ナチ・抵抗の教育者ライヒヴァイン1898-1944』佐藤史浩共訳 昭和堂 1996

## 論文
- 対馬達雄・對島達雄